# Summerfield (Illinois)
Summerfield és una població dels Estats Units a l'estat d'Illinois. Segons el cens del 2000 tenia 472 habitants.

## Demografia
Segons el cens del 2000, Summerfield tenia 472 habitants, 161 habitatges, i 123 famílies. La densitat de població era de 433,9 habitants/km².
Dels 161 habitatges en un 36% hi vivien nens de menys de 18 anys, en un 60,2% hi vivien parelles casades, en un 11,8% dones solteres, i en un 23,6% no eren unitats familiars. En el 17,4% dels habitatges hi vivien persones soles el 6,8% de les quals corresponia a persones de 65 anys o més que vivien soles. El nombre mitjà de persones vivint en cada habitatge era de 2,93 i el nombre mitjà de persones que vivien en cada família era de 3,2.
Per edats la població es repartia de la següent manera: un 32,2% tenia menys de 18 anys, un 6,8% entre 18 i 24, un 30,3% entre 25 i 44, un 23,1% de 45 a 60 i un 7,6% 65 anys o més.
L'edat mediana era de 33 anys. Per cada 100 dones de 18 o més anys hi havia 105,1 homes.
La renda mediana per habitatge era de 42.031 $ i la renda mediana per família de 42.500 $. Els homes tenien una renda mediana de 27.813 $ mentre que les dones 18.472 $. La renda per capita de la població era de 13.283 $. Aproximadament el 5,8% de les famílies i el 6,7% de la població estaven per davall del llindar de pobresa.

## Poblacions més properes
El següent diagrama mostra les poblacions més properes.